# 薄壳玉螺
薄壳玉螺（学名：Polinices vesicalis），是异足目玉螺科无脐玉螺属的一种。主要分布于台湾，常栖息在浅海沙底。